# Conone di Samo
Conone di Samo (Samo, 280 a.C. circa – Alessandria d'Egitto, 220 a.C. circa) è stato un matematico e astronomo greco antico vissuto nel III secolo a.C..

## Biografia
Compì numerosi viaggi di studio nella parte occidentale del mondo greco per effettuare osservazioni astronomiche e meteorologiche, stabilendosi in seguito ad Alessandria. Fu amico personale di Archimede il quale, lodandone l'opera matematica, ne rimpianse la prematura scomparsa, che avrebbe impedito a Conone di completare il suo lavoro con la dimostrazione dei teoremi sulla spirale, in seguito dimostrati dallo stesso Archimede.
Archimede dedicò inoltre a Conone la sua opera sulla quadratura della parabola, che inviò a Dositeo, discepolo e amico personale dello stesso Conone.
La sua fama è legata alla costellazione Chioma di Berenice. La regina Berenice II, moglie di Tolomeo III Evergete (284 a.C. circa - 221 a.C.; re dal 246 a.C.), aveva offerto in voto, alla partenza dello sposo per la guerra contro la Siria nel 246 a.C., un ricciolo della propria chioma, che però scomparve dal tempio della dea Arsinoe Zefirita, alla quale era stato offerto.
Conone asserì, nel 245 a.C., di aver ritrovato il ricciolo in cielo, assimilando ad esso un gruppo di stelle situate tra la costellazione della Vergine, del Leone e di Boote; conseguentemente, Conone impose alla costellazione il nome di Βερενίκης πλόκαμος, in latino Coma Berenices. Tale episodio ispirò una delle composizioni elegiache di Callimaco, di cui ci restano frammenti dell'originale e la traduzione che ne fece Gaio Valerio Catullo nel carme LXVI. Nella sua elegia Callimaco afferma che Conone aveva spiegato il moto degli astri.
Conone fu famoso nell'antichità anche per i suoi studi sulle eclissi solari. 
Tramite Probo, grammatico latino del I secolo a.C. e tramite Seneca che ne accenna nel libro VII delle Quaestiones naturales, sappiamo che scrisse un'opera astronomica in 7 libri (menzionata come De Astrologia), che non ci è pervenuta, ma dalla quale deriva certamente lo sviluppo del concetto di parapegma, in greco παραπήγμα, il calendario astronomico e meteorologico caratteristico della cultura greca.
Quanto alla sua opera come matematico, tramite Apollonio di Perga che lo considerava un precursore della propria opera, sappiamo che Conone si occupò delle intersezioni e della tangenza tra le coniche nello scritto Πρός Θρασυδαίον, Contro Trasideo; e lo stesso Apollonio di Perga lo rimproverava di non aver adoperato al meglio nelle sue opere il metodo dimostrativo.